# 張致安
張致安（?—?），贵州遵義人，清末地方官员，同進士出身。
光緒二十一年（1895年）乙未科進士，三甲一百九名，同年五月，著交吏部掣签分发各省，以知县即用。官湖南永定縣知縣。